# Bambi-Verleihung 2014
Die 66. Bambi-Verleihung fand am 13. November 2014 im Stage Theater in Berlin statt. Sie wurde live in der ARD übertragen.

## Veranstaltung und Kritiken

### Moderation
Die Bambi-Verleihung 2014 wurde nicht durchgehend moderiert. Stattdessen übernahmen unter anderem Johannes B. Kerner und Barbara Schöneberger Parts, die über eine einfache Laudatio hinausgingen.

### Quote
Der Fernsehübertragung in der ARD folgten 4,46 Millionen Zuschauer. Dies bedeutete einen Rückgang gegenüber 2013.

### Der Publikumspreis
Der jährliche Publikumspreis stand 2014 unter dem Motto Populärste TV-Serie des Jahres. Die Jury hatte dazu die Serien Alarm für Cobra 11 – Die Autobahnpolizei, Der Bergdoktor, Danni Lowinski und In aller Freundschaft zur Auswahl gestellt. Der Bambi ging an In aller Freundschaft.

### Kritiken
Anja Rützel vom Spiegel hoffte „eine Viertelstunde lang“ auf eine gewisse Abwechslung. Ihr schien, die Organisatoren hätten einen „teuflischen roten Farben für die diesjährige Rehverleihung ersonnen“, nämlich den, dass jeder der auf die Bühne komme, erst einmal Atemlos durch die Nacht singen müsse. Die ersten drei hätten das nämlich getan (Bastian Schweinsteiger, Helene Fischer und Samu Haber). Doch schon bald habe sich die Verleihung zu der gewohnten, sich „sonderbar zeitlos anfühlenden Bauchpinselparade“ entwickelt, dieses Mal noch verstärkt durch den Umstand, dass die Geehrten oft nicht unbedingt zu den aktuellsten Stars gehörten. Sie nennt dazu Die Fantastischen Vier, Uma Thurman, U2 und auch die Serie In aller Freundschaft.
Ähnlich sah es Ruth Schneeberger von der Süddeutschen Zeitung. Sie freut sich darüber, dass Helene Fischer zwar ihr obligatorisches Lied gesungen und ihren Bambi abgeholt habe, aber „immerhin“ „nicht auch noch gleichzeitig die gesamte Show“ moderiert, sondern sich schnell wieder verabschiedet habe – um zu ihrem Konzert zu eilen. Sie macht sich außerdem darüber lustig, dass alle Geehrten als Helden bezeichnet wurden. Bei Wolfgang Sell könne sie das nachvollziehen, bei Elyas M’Barek oder Francis Fulton-Smith dagegen nicht. Sie könne auch nicht bei allen Preisen die Auswahl (Beispiel Josefine Preuß) beziehungsweise die Begründung (Beispiel U2, die als seit 38 Jahren bestehende Band „die Irrungen des Heranwachsens und die jugendliche Empörung über eine unperfekte und ungerechte Welt“ thematisieren) verstehen. Sie habe „den Eindruck, die Auswahl der Geehrten orientiert sich eher am Alter des Gastgebers, Hubert Burda, als am Publikum“, macht aber gleich im Anschluss darauf aufmerksam, dass die Wahl von In aller Freundschaft ja vom Publikum kam. Die letzte halbe Stunde fand sie „gähnend langweilig.“

## Preisträger

### Charity
Mary von Dänemark für ihr Engagement gegen häusliche Gewalt

 Laudatio: Maria Furtwängler 

### Comedy
Hans-Joachim Heist, Martina Hill, Olaf Schubert und Oliver Welke für die heute-show

 Laudatio: Barbara Schöneberger 

### Ehrenpreis der Jury
Miroslav Klose, Philipp Lahm

 Laudatio: Bastian Schweinsteiger 

### Entertainment
Helene Fischer

 Laudatio: Samu Haber 

### Film National
Elyas M’Barek für Fack ju Göhte

 Laudatio: Toni Garrn 

### Integration
Michael Stenger für die SchlaU-Schule

 Laudatio: Francis Fulton-Smith und Patricia Riekel 

### Klassik
Jonas Kaufmann und Lang Lang

 Laudatio: Nina Eichinger 

### Lebenswerk
Helmut Dietl

 Laudatio: Iris Berben und Senta Berger 

### Millennium
Michael Schumacher

 Laudatio: Sebastian Vettel 

### Musik International
U2

 Laudatio: Rea Garvey 

### Musik National
Die Fantastischen Vier

 Laudatio: Johannes B. Kerner 

### Newcomer
Ariana Grande

 Laudatio: The BossHoss 

### Publikums-BAMBI: Populärste TV-Serie des Jahres
Thomas Rühmann und Alexa Maria Surholt für In aller Freundschaft

 Laudatio: Mareile Höppner und Frauke Ludowig 
Der Bergdoktor
Alarm für Cobra 11 – Die Autobahnpolizei
Danni Lowinski

### Schauspielerin International
Uma Thurman

 Laudatio: Götz Otto

### Schauspieler National
Francis Fulton-Smith für Die Spiegel-Affäre

 Laudatio: Nadja Uhl 
Charly Hübner für Banklady
Alexander Held für München Mord – Die Hölle bin ich

### Schauspielerin National
Josefine Preuß für Die Hebamme

 Laudatio: Florian David Fitz 
Julia Koschitz für Pass gut auf ihn auf!
Nadeshda Brennicke für Banklady

### Sport
Nico Rosberg

 Laudatio: David Coulthard 

### Stille Helden
Wolfgang Sell, Bürgermeister von Pottiga

 Laudatio: Johannes B. Kerner 

### TV-Ereignis des Jahres
Benjamin Benedict, Nico Hofmann und Charly Hübner für Bornholmer Straße

 Laudatio: Johannes B. Kerner 

### Unsere Erde
Nora Weisbrod im Namen von Aktion Tagwerk

 Laudatio: Kai Pflaume 